# Victoria Atkins
Victoria Mary Atkins (ur. 22 marca 1976 w Londynie) – brytyjska polityczka i prawniczka, członkini Partii Konserwatywnej, w latach 2023–2024 minister zdrowia i opieki społecznej. Posłanka do Izby Gmin od 2015. Od 2024 minister środowiska w gabinecie cieni.

## Życiorys

### Młodość, wykształcenie i kariera zawodowa
Jest córką konserwatywnego polityka Roberta Atkinsa, posła do Izby Gmin (1979–1997) oraz Parlamentu Europejskiego (1999–2014) i Dulcie Atkins – radnej dystryktu Wyre i byłej burmistrz miasta Garstang. Wychowywała się w hrabstwie Lancashire. Ukończyła prywatną szkołę średnią w Blackpool, a następnie studia prawnicze w Newnham College i Corpus Christi College na Uniwersytecie w Cambridge. Przewodniczyła również stowarzyszeniu studenckiemu Cambridge Union. W 1998 uzyskała uprawnienia barristera w Middle Temple. Specjalizowała się w sprawach karnych dotyczących zorganizowanej przestępczości (międzynarodowego handlu narkotykami i bronią oraz oszustw i wyłudzeń finansowych). Pracowała m.in. w biurze prokuratora generalnego.

### Działalność polityczna
W listopadzie 2012 bez powodzenie kandydowała na stanowisko komisarza (PCC) Gloucestershire Constabulary.
W 2015 po raz pierwszy została wybrana do Izby Gmin. Jej kampanię wyboroczą w okręgu Louth and Horncastle w hrabstwie Lincolnshire, wspierał m.in. były premier John Major. Uzyskiwała reelekcje w tym samym okręgu, podczas wyborów parlamentarnych w 2017, 2019 i 2024.
W trakcie kampanii przed referendum w 2016, opowiadała się za pozostaniem Zjednoczonego Królestwa w Unii Europejskiej (blisko 70% głosów w jej okręgu wyborczym oddano za brexitem).
Od 2018 do 2023 pełniła niższe funkcje rządowe (m.in. podsekretarza parlamentarnego ds. kobiet, ministra stanu ds. więziennictwa i probacji, a także sekretarza finansowego HM Treasury). 13 listopada 2023 została ministrem zdrowia i opieki społecznej w gabinecie Rishiego Sunaka. Pozostała na tym urzędzie do czasu dymisji gabinetu, po przegranych przez konserwatystów wyborach w 2024. Sprawuje to samo stanowisko w gabinecie cieni utworzonym przez Rishiego Sunaka.
7 lipca 2024 ogłosiła, że będzie się ubiegać o funkcję lidera Partii Konserwatywnej, w zaplanowanych sierpień wewnątrzpartyjnych wyborach. 24 lipca wycofała się z tych wyborów, a następnie udzieliła w nich poparcia Robertowi Jenrickowi. W listopadzie 2024, po wyborze Kemi Badenoch na stanowisko lidera partii, Victoria Atkins pozostała w składzie gabinetu cieni. Objęła w nim funkcję ministra środowiska.  

### Życie prywatne
Jest zamężna z Paulem Kenwardem prezesem spółki British Sugar, z którym ma jednego syna – Monty'ego.
W wieku trzech lat zdiagnozowano u niej cukrzycę typu 1.